# Rabenholz

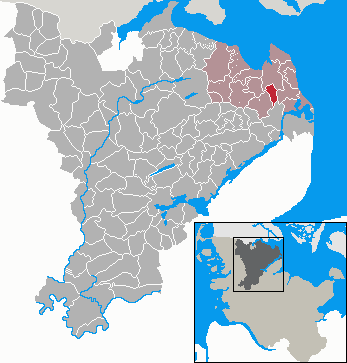
Situation de Rabenholz

Rabenholz (en danois: Ravnholt) est une petite commune d'Allemagne du Schleswig-Holstein appartenant à l'arrondissement de Schleswig-Flensbourg. Elle comprenait 266 habitants au 31 décembre 2008.

## Histoire
L'endroit a été mentionné pour la première fois en 1462, comme Rauenholt et appartenait au domaine seigneurial de Gelting.

## Domaine de Priesholz
Le domaine de Priesholz est passé de majorat fondé en 1596 à domaine seigneurial à part entière en 1710, tandis qu'un village se crée autour du manoir. Celui-ci est bâti en 1634 et a été reconstruit en style néobaroque en 1902. C'est toujours un domaine agricole privé qui ne se visite pas qui appartient à la famille von Kaehne.